# Trafic sexuel en Thaïlande
En Thaïlande, le trafic sexuel est la traite des êtres humains à des fins d'esclavage et d'exploitation sexuels sur ce territoire. La Thaïlande est un lieu d'origine, de transit et de destination pour les victimes du trafic sexuel. Dans cet État, la prostitution enfantine (en) pose un grave problème : selon des estimations, près de 40 000 enfants de moins de 16 ans participent à l'industrie du sexe, exploités dans des clubs, des bars et des bordels.

## Histoire
Au cours du XVIIIe siècle, la Thaïlande entame une industrialisation massive qui fait monter les prix des terrains et de la nourriture. Le phénomène cause un exode de personnes qui déménagent dans les centres urbains pour y travailler dans les manufactures. La hausse des revenus entraîne une demande plus forte de prostitution dans les villes. À l'époque, le sexe tarifé n'est pas encore très développé.
L'industrie du sexe connaît un essor dans les années 1950 et 1970 sous la guerre de Corée et celle du Viêt Nam. Des femmes issues de secteurs déshérités arrivent en foule dans les lieux où sont stationnés les soldats et leur proposent des prestations sexuelles afin de pourvoir à leurs besoins,. À l'issue des guerres, des investisseurs japonais se tournent vers la Thaïlande et commencent à placer leur argent dans l'architecture, l'électronique et l'industrie du sexe.
Selon des estimations, dans les années 1990, au moins 400 000 personnes participaient à l'industrie du sexe, dont 79 % étaient des femmes et des enfants. Entre 1993 et 1995, la prostitution génère un revenu annuel compris entre 22,5 et 27 millions de dollars US. En 2018, l'industrie du sexe en Thaïlande compte entre 3 et 5 millions de clients réguliers et représente plus de 6,4 milliards de dollars.

## Victimes
Les victimes de trafic sexuel en Thaïlande sont issues de tous les groupes ethniques du pays ainsi que de l'étranger. Les profils exposés au trafic sont les enfants, les personnes démunies en milieu rural ou dotées d'une instruction sommaire, ainsi que les immigrants,. Les ressortissants thaïlandais, principalement des femmes et des jeunes filles, sont transportés clandestinement, à des fins d'exploitation sexuelle, vers d'autres pays d'Asie,,, et vers d'autres continents,,. Beaucoup de victimes sont livrées à la prostitution forcée, au mariage forcé ou au travail forcé, ou à la grossesse forcée pour le compte d'un tiers. Les victimes de trafic sexuelles reçoivent des menaces ainsi que des violences physiques et psychologiques. Les violeurs les contaminent avec des infections sexuellement transmissibles ; les victimes subissent souvent aussi les violences et la malnutrition. Au XXIe siècle, le trafic sexuel par Internet prend de l'ampleur en Thaïlande. L'accès au haut débit et la possession de plus en plus fréquente d'ordinateurs, de tablettes et de smartphones alimentent les maltraitances sexuelles en ligne et la prostitution virtuelle. Certaines victimes sont forcées de participer à des contenus pornographiques diffusés en temps réels auprès de clients payants présents sur l'ensemble de la planète.
La majorité des travailleurs du sexe en Thaïlande sont des étrangers et plus de 60 % des femmes et jeunes filles qui entrent sur le territoire national pour y travailler dans l'industrie du sexe ont moins de 18 ans. La Thaïlande compte 75 000 enfants victimes de prostitution enfantine, tant ceux qui ont été transportées dans le pays que ceux qui y sont nés.

### Embrigadement des victimes
Il existe deux grands types de scénarios par lesquels des citoyens thaïlandais sont, en Thaïlande, piégés dans le trafic sexuel. Dans le stratagème le plus ancien, une personne est engagée depuis son village à rejoindre une ville plus grande, où les victimes sont livrées de force à l'industrie du sexe. Parfois, elles sont transportées hors des frontières. Dans une mécanisme plus récent, une personne est directement transportée depuis un village vers l'étranger. La Foundation for Women a déterminé que les femmes embrigadées dans des circuits de recrutement courts sont davantage exposées aux plus violentes formes d'exploitation sexuelle. Une fois qu'une personne est transportée vers le pays de destination, elle est forcée de se prostituer ; selon les localités, elle peut être mise à disposition des clients locaux ou de touristes sexuels.
Des femmes, hommes et enfants thaïlandais sont transportés illégalement vers l'étranger, surtout vers des pays asiatiques plus riches. D'après certaines estimations en 2010, entre 100 000 et 100 000 femmes et filles thaïlandaises travaillent dans des lieux de prestations sexuelles hors des frontières de leur pays. Le nombre de femmes et filles thaïlandaises victimes de trafic, rien que sur le sol japonais, correspond à une fourchette comprise entre 50 000 et 70 000 victimes. La plupart de ces jeunes filles sont âgées de 12 à 16 ans et elles sont convoyées vers les bordels du pays de destination.
Néanmoins, la traite des êtres humains en Thaïlande ne concerne pas que les citoyens du pays ; de nombreux migrants issus de l'étranger sont transportés en Thaïlande et livrés à l'industrie du sexe. De nombreux cas sont recensés sur des personnes birmanes, cambodgiennes et laotiennes envoyées illégalement dans les bordels de provinces du Nord (comme à Chiang Mai et Chiang Rai), ou dans des provinces du centre et de l'Est (comme Trat, Samut Prakan, Samut Sakhon, Chonburi, Chumphon, Songkhla, Narathiwat, Pattani...). En 2010, selon une estimation, plus de 80 000 personnes ont été vendues au bénéfice de l'industrie du sexe en Thaïlande depuis 1990.

### Menaces pesant sur les victimes de trafic
Les personnes participant à l'industrie du sexe sont fortement exposées à la contamination par le VIH / SIDA et les infections sexuellement transmissibles ; elles risquent aussi des grossesses non désirées. La majorité des victimes sont probablement sous l'emprise des criminels qui les exploitent après leur entrée dans un autre pays ; elles ne sont donc pas en mesure de négocier avec les clients pour se protéger des infections et des grossesses.
Dans les années 1990, les travailleurs du sexe en Thaïlande adoptaient une attitude fataliste voulant que les grossesses et les maladies ne leur arriveraient que si tel était leur destin. En raison de ces croyances, de nombreuses femmes victimes d'exploitation n'ont jamais utilisé de contraceptifs ni demandé d'examens médicaux, ce qui aggrave les risques d'infections et de grossesses.

### Trafic sexuel contre des hommes et des garçons en Thaïlande
Des hommes et garçons qui participent à l'industrie du sexe en Thaïlande travaillent en général dans des salons de massage, des bars ou en indépendant dans divers établissements. D'après une étude de 2017 sur la prévalence d'hommes officiant sur le marché du sexe à Chiang Mai, 80 % des répondants sont âgés de 15 à 24 ans. Des enquêtes montrent de fortes corrélations entre l'appartenance ethnique et le secteur de l'industrie du sexe où est envoyé un homme ou garçon victime de trafic. Par exemple, à Chiang Mai, la majorité des hommes birmans qui travaillent dans le commerce du sexe sont présents à l'extérieur des bars et des night clubs, alors que ceux originaire des tribus dans les collines du Nord de la Thaïlande et d'autres secteurs septentrionaux exercent dans les salons de massage. De nombreux hommes et garçons issus des minorités ethniques sont aspirés dans une spirale d'exploitation sexuelle à cause des faibles salaires et des discriminations qui prévalent dans d'autres secteurs économiques, plus officiels (comme le bâtiment ou les usines).

#### Reconnaissance des hommes et garçons dans la lutte mondiale contre le trafic
Il existe peu de services judiciaires ou judiciaires à la disposition des hommes et garçons liés à l'industrie du sexe en Thaïlande, et ces victimes s'exposent à une stigmatisation sociale complexe reposant sur le déni que les hommes ou garçons puissent être victimes d'exploitation, conjuguées à des discriminations contre des personnes migrantes ou dépourvues de statut social établi, contre certains groupes ethniques, certaines langues, certains niveaux d'instruction et contre la sexualité. Les carences en termes de discussions, de militantisme pour les droits, de recours sociaux et juridiques et de travaux universitaires sur l'exploitation sexuelle des hommes et garçons se rattache à des discours plus vastes sur la sexualité masculine, la domination et le comportement des hommes. Les médias diffusent une représentation selon laquelle les hommes ou garçons ne peuvent devenir des victimes, surtout concernant les crimes sexuels. Le manque de connaissance et d'attention dans le public concernant les hommes ou garçons victimes et leurs vulnérabilités se reflète dans la qualité des services et la force des cadres juridiques proposés aux hommes ou garçons victimes de trafic sexuel. Certains auteurs évoquent la « perception que les jeunes hommes sont débrouillards et résistants », ce qui dissuade certaines victimes de chercher de l'aide et décourage la formation de réseaux d'entraide ouverts aux hommes pour lutter contre la traite.

## Facteurs concourant au trafic sexuel
Les universitaires et les experts ne s'accordent pas pour dégager une seule cause spécifique pouvant expliquer par quels processus des victimes de trafic entrent sur les circuits de l'industrie du sexe ; en revanche, ils citent divers facteurs économiques et culturels.

### Causes économiques
L'économie thaïlandaise constitue l'une des principales cause de trafic : de nombreuses familles sont des agriculteurs pauvres, comme ceux qui vivent au Nord du pays. Lisa Rende Taylor, anthropologue qui a étudié le trafic sexuel en Thaïlande, conclut que le travail du sexe représente un secteur lucratif compte tenu des inégalités économiques et des disparités d'une part entre les milieux ruraux de Thaïlande et Bangkok et, d'autre part, entre la Thaïlande et d'autres nations asiatiques plus aisées.
Les difficultés économiques n'affectent pas seulement les personnes nées en Thaïlande mais aussi celles qui y sont transportées dans le cadre du trafic. Les victimes de trafic issues d'autres pays sont « facilement dupées ou piégées car elles affrontent la pauvreté, le chômage, l'éclatement familial et des gouvernements instables » dans leurs pays d'origine.

### Traditions familiales
D'autres auteurs pensent que la pauvreté et le manque d'instruction ne sont pas le moteur principal du trafic de thaïlandais. Plusieurs auteurs pensent que, les personnes proposant des prestations sexuelles sont victimes de coercition, d'abandon, de kidnapping ou de vente pour rembourser une dette de leurs parents. Les enfants tentent de survivre par d'autres activités, comme la fouille de poubelles, le travail dans les ateliers de misère ou la mendicité. Toutefois, ces activités ne procurent pas de revenus suffisants pour dissuader les enfants de plonger dans le domaine, plus rémunérateur, de l'industrie du sexe. Une jeune fille peut se tourner vers la prostitution pour subvenir aux besoins de sa famille, voire augmenter son patrimoine, dans son village d'origine,. Les enquêtes de Rende Taylor montrent comment des jeunes filles thaïlandaises, issues de famille pauvres ou aisées, tombent dans le trafic sexuel. En outre, les progrès dans l'instruction ont en réalité aggravé les risques qu'une jeune fille en milieu rural ne devienne victime de trafic, en raison des attentes et des coûts d'opportunité que représente cette instruction. Ainsi, certaines jeunes filles sont autorisées à suivre leur scolarité jusqu'à la fin du collège, voire du lycée, alors que leurs sœurs n'ont pas pu progresser autant ; ces jeunes filles dotées d'une plus longue instruction ambitionnent de meilleures perspectives financières, probablement dans une ville plus grande. Or, ces jeunes filles subissent un risque élevé d'être embrigadées dans le trafic sexuel car, une fois arrivées en ville, elles n'obtiennent pas toujours l'embauche qu'elles espéraient et elles sont réticentes à rentrer chez elles après un échec. De nombreuses personnes participant à l'industrie du sexe se sentent dans l'obligation d'aider leur famille pour lui rembourser les sacrifices passés ; cet argent sert à améliorer le bien-être et le statut social de leur famille.
Rende Taylor conclut aussi que, si une famille compte plusieurs filles, c'est souvent la cadette, voire la benjamine — et non l'aînée — qui atterrit dans l'industrie du sexe. Selon la tradition, dans ue famille thaïlandaise, la fille aînée reste auprès des parents pour les aider à s'occuper de la maison, des cultures et des enfants plus jeunes. En revanche, la cadette est censée apporter son soutien financier à la famille. Les benjamines sont en général scolarisées plus longtemps que leurs aînées, grâce au soutien financier des aînées ; toutefois, ce schéma comporte un risque que les plus jeunes filles soient embrigadées elles aussi dans l'exploitation sexuelle,.

### Croyances religieuses
Plus de 90 % de la population en Thaïlande est bouddhiste. Les croyances bouddhistes, surtout au Nord du pays, contribuent à l'acceptation sociale envers la prostitution et le trafic sexuel. Les bouddhistes thaïlandaises pensent que « l'âme de chaque personne investit de nombreux corps au fil du temps et la qualité de chacune de ces vies dépend du mérite de chaque âme ». Les personnes deviennent plus méritantes quand elles aident leurs parents, ce qui peut se matérialiser par des apports financiers, même obtenus par le travail du sexe, indépendamment de la nature de ce travail.

### Méthodes utilisées par les réseaux trafiquants
Les réseaux de trafiquants utilisent plusieurs méthodes pour enchaîner leurs victimes, comme la violence physique, la coercition pour éteindre une dette familiale, des propositions de travail ou de mariage, des menaces, la confiscation du passeport. Il arrive aussi que les jeunes filles soient enlevées ou piégées dans l'industrie du sexe sur la foi de promesses qu'elles exerceront une activité lucrative comme danseuses, serveuses, domestiques de maison, représentantes commerciales.
Les trafiquants passent aussi par l'embrigadement. Les jeunes filles sont embrigadées, très tôt, dans l'industrie du sexe, souvent par des personnes ayant exercé dans la prostitution qui deviennent des agents de recrutement au service d'un bordel ou d'un « salon de massage ». Ces agents suivent un programme précis : ils prospectent dans les villages démunis et, quand ils repèrent une cible potentielles, ils proposent une avance financière aux parents de la jeune fille. L'agent revient quand l'enfant a atteint l'âge de 12 ans afin de conclure l'affaire et de récupérer la « marchandise ».

### Demandes de la clientèle pour les jeunes filles et les enfants
Si les jeunes filles et femmes sont surreprésentées parmi les victimes de prostitution, l'un des facteurs est la demande de la clientèle dans l'industrie du sexe. Des publicités prometteuses sur la jeunesse, la virginité et l'innocence des « prestataires » a provoqué une hausse de la demande en enfants sur le marché du sexe à l'échelle mondiale. Selon certaines recherches, les hommes sont attirés vers les femmes thaïlandaises à cause de leurs traits comme « la simplicité, la loyauté, l'affection et l'innocence ».
Deux types d'hommes exploitent les enfants. Les premiers sont des pédocriminels qui cherchent activement à pratiquer des actes sexuels contre des enfants d'une tranche d'âge précise. Les seconds sont des profils situationnels, qui infligeront des actes sexuels à des enfants s'ils en reçoivent l'opportunité, mais leurs préférences sexuelles ne les portent pas particulièrement vers les enfants. Les auteurs de ces actes pratiquent le tourisme sexuel ; ils voyagent vers un pays dans l'intention de s'adonner au sexe.
La recrudescence de personnes infectées par le VIH est aussi un moteur dans l'embrigadement des jeunes filles. L'industrie du sexe se sert du VIH comme d'un prétexte, « en prétendant fallacieusement que les filles les plus jeunes ne seront pas contaminées par la maladie ».

### Pratiques commerciales
D'après Boonyarit Nipavanit, fonctionnaire à Mae Hong Son, des adolescentes sont parfois offertes aux supérieurs et aux personnes importantes, tant dans le secteur public que privé.

## Protection et prévention

### Réglementation
Le gouvernement thaïlandais fait l'objet de critiques sur ses mesures contre le trafic sexuel. L'identification des victimes de trafic est limitée, les criminels sont peu assignés en justice et condamnés. La corruption est omniprésente, ; certains hauts fonctionnaires, membres de la police et de l'armée sont complices des trafiquants,,.
Plusieurs lois sont adoptées dans les années 1990 pour favoriser la prévention contre le trafic sexuel et la protection des victimes. En 1992, la Thaïlande lance un programme auprès des familles et de la société pour corriger l'attitude tolérante envers la prostitution enfantine. Des mesures légales sont instaurées pour lutter contre le trafic sexuel. En 1996, la Thaïlande adopte une nouvelle loi pour juguler et prévenir la prostitution. La prostitution des adultes est considérée comme une infraction qui « outrage la morale publique » ; les personnes condamnées à ce titre doivent régler une amende et les mineurs sont obligés de suivre un programme de réinsertion. Si les parents ont participé directement à la vente de leur enfant aux trafiquants, ils risquent également de graves peines.
En 1997, la Thaïlande adopte une nouvelle loi pour lutter contre la traite des êtres humains. Cette loi porte sur les femmes, les jeunes filles et les garçons de toutes nationalités qui sont transportés sur le territoire national. Néanmoins, la législation thaïlandaise n'a pas encore pris en compte les hommes adultes victimes de trafic, alors que ce groupe, très stigmatisé, est souvent occulté par les législateurs et les militants de la lutte contre la traite.
En 1999, la Thaïlande lance le Memorandum of Understanding for the Treatment of Trafficking of Women and Children : il s'agit d'un manuel pour que les agences du gouvernement prennent des sanctions judiciaires contre les trafiquants, ou pour qu'elles « offrent leur assistance aux femmes et enfants victimes de trafic, qu'ils soient thaïlandais ou d'une autre nationalité ». En outre, la Thaïlande a conclu plusieurs accordes de coopération contre la traite avec les gouvernements du Cambodge (2003), du Laos (2005) et du  Myanmar (2009).
En 2008, le pays adopte une nouvelle loi, plus complète : Anti-Trafficking in Person Act BE 2551, dont la définition de « traite des êtres humains » correspond aux normes internationales figurant dans le protocole additionnel à la Convention des Nations Unies contre la criminalité transnationale organisée visant à prévenir, réprimer et punir la traite des personnes, en particulier des femmes et des enfants.
La Thaïlande déploie aussi son deuxième programme national de lutte contre la traite des êtres humains. Ces programmes nationaux sont rédigés par un comité national, composé de représentants d'organisations gouvernementales et non gouvernementales. Le gouvernement offre une prime pour l'arrestation de trafiquants étrangers opérant sur son territoire.

### Coopération internationale
La Thaïlande est membre du COMMIT Process (Coordinated Mekong Ministerial Initiative Against Human Trafficking), accord multilatéral de coopération entre six gouvernements entre le Cambodge, la Chine continentale, le Laos, le Myanmar et le Viêt Nam. Le COMMIT Process est mis en œuvre par six plans d'action régionaux et des plans d'action annuels. Le 17 octobre 2013, la Thaïlande ratifie la Convention de Palerme qui définit la traite des êtres humains, impose aux États l'obligation d'offrir leur soutien aux personnes victimes de trafic et les oblige à instaurer des mécanismes de coopération. En décembre 2014, 166 pays avaient ratifié ce traité, dont la Thaïlande.

### Organisations non gouvernementales
La Foundation of Child Understanding (Thailand Focus) mène des efforts de lutte contre le trafic sexuel en Thaïlande.